# Вихлянцевский
Вихлянцевский — хутор в Беспаловском сельском поселении Урюпинского района Волгоградской области России.
Население — 174 (2010)

## История
Дата основания не установлена. Хутор входил в юрт станицы Михайловской Хопёрского округа Земли Войска Донского (с 1870 — Область Войска Донского). Согласно Списку населённый мест Области Войска Донского в 1873 году на хуторе Вихлянцев проживало 273 мужчины и 311 женщин.
Большинство населения было неграмотным: согласно переписи населения 1897 года на хуторе проживали 473 мужчины и 476 женщин, из них грамотных мужчин — 106, грамотных женщин — 12.
В начале XX века разросшийся хутор был разделён на две половины. Согласно алфавитному списку населённых мест Области Войска Донского 1915 года в обоих половинах имелись свои хуторские правления, в первой половине также имелись Успенская церковь и приходское училище, земельный надел первой половины составлял 2797 десятин, второй — 1880 десятин. В первой половине проживало 432 мужчины и 428 женщин, во второй 239 мужчин и 237 женщин. Хутор обслуживало Беспаловское почтовое отделение.
С 1928 года — в составе Урюпинского района Хопёрского округа (упразднён в 1930 году) Нижне-Волжского края (с 1934 года — Сталинградского края). В 1935 году Вихлянцевский сельсовет передан в состав Добринского района Сталинградского края (с 1936 года Сталинградской области, с 1954 по 1957 год район входил в состав Балашовской области). В 1963 году в связи с упразднением Добринского района хутор Вихлянцевский вновь включен в состав Урюпинского района.

## География
Хутор находится в лесостепи на северо-западе Урюпинского района, в пределах Калачской возвышенности, являющейся частью Восточно-Европейской равнины в 150—200 км к югу от среднего значения климато- и ветро- разделяющей оси Воейкова, в глубокой балке на реке Паника. Выше по реке расположен хутор Астаховский. Рельеф местности холмисто-равнинный. Склоны долины реки Паника изрезаны балками и оврагами второго порядка. Центр хутора расположен на высоте около 110 метров над уровнем моря. В отдельных балках и оврагах в окрестностях хутора сохранились островки байрачного леса. Почвы — лугово-чернозёмные.
К хутору имеется подъезд от автодороги Беспаловский — Добринка (6,9 км). По автомобильным дорогам расстояние до областного центра города Волгоград составляет 370 км, до районного центра города Урюпинск — 42 км.
Часовой пояс
Вихлянцевский, как и вся Волгоградская область, находится в часовой зоне МСК (московское время). Смещение применяемого времени относительно UTC составляет +3:00.

## Население
Динамика численности населения по годам:
| 1873 | 1897 | 1915 | 1989 | 2002 |
| ---- | ---- | ---- | ---- | ---- |
| 584  | 949  | 1336 | ≈420 | 293  |

| 2010 |
| ---- |
| 174  |